# Huangdimiao (sockenhuvudort i Kina, Henan Sheng, lat 33,77, long 113,99)
Huangdimiao är en sockenhuvudort i Kina. Den ligger i provinsen Henan, i den centrala delen av landet, omkring 120 kilometer söder om provinshuvudstaden Zhengzhou. Antalet invånare är 29 158. Befolkningen består av 14 057 kvinnor och 15 101 män. Barn under 15 år utgör 18,0 %, vuxna 15-64 år 72 %, och äldre över 65 år 9,0 %.
Runt Huangdimiao är det tätbefolkat, med 762 invånare per kvadratkilometer. Närmaste större samhälle är Duqu, 12,4 km väster om Huangdimiao. Trakten runt Huangdimiao består till största delen av jordbruksmark.
Genomsnittlig årsnederbörd är 863 millimeter. Den regnigaste månaden är juli, med i genomsnitt 176 mm nederbörd, och den torraste är januari, med 7 mm nederbörd.